# Wybory prezydenckie w Stanach Zjednoczonych w Dystrykcie Kolumbii w 2016 roku
Wybory prezydenckie w Stanach Zjednoczonych w Dystrykcie Kolumbii w 2016 roku – odbyły się 8 listopada 2016 jako część 58. wyborów prezydenckich, w których wzięło udział wszystkich 50 stanów oraz Dystrykt Kolumbii.
Wyborcy w dystrykcie wybrali elektorów, reprezentujących ich w głosowaniu powszechnym w kolegium elektorskim.
12 marca i 14 czerwca 2016 głosujący wybrali odpowiednio delegatów na konwencje republikanów i demokratów.
Clinton wygrała wybory z 282 830 głosów powszechnych oraz wynikiem 90,9%, największym zwycięstwem kandydata demokratów po triumfach Baracka Obamy w wyborach w 2008 i 2012. Donald Trump otrzymał 12 723 głosów oraz 4,1%, co jest najniższą liczbą głosów powszechnych zdobytą przez kandydata republikanów, od kiedy wyborcy w Dystrykcie Kolumbii otrzymali prawo głosowania w wyborach prezydenckich. W wyniku tego Hillary Clinton osiągnęła zwycięstwo największą przewagą (86,8%) ze wszystkich kandydatów, bijąc rekord 86% Baracka Obamy w 2008. Dystrykt Kolumbii głosuje na demokratów od wyborów w 1964, czyli od pierwszych wyborów, w których wyborcy Dystryktu mogą brać udział.
| 2012← 8 XI 2016 →2020 |                                                                                         |                                                                                     |
| --- | --------------------------------------------------------------------------------------- | ----------------------------------------------------------------------------------- |
| - Kandydat na prezydenta - Partia polityczna - Stan macierzysty - Kandydat na wiceprezydenta - Głosy elektorskie - Głosy powszechne - Wyniki procentowe | - Hillary Clinton - Partia Demokratyczna - Nowy Jork - Tim Kaine - 3 - 282 830 - 90,86% | - Donald Trump - Partia Republikańska - Nowy Jork - Mike Pence - 0 - 12 723 - 4,09% |